# Яцек Пекара
Я́цек Пека́ра (пол. Jacek Piekara; *19 травня 1965, Краків) — польський письменник-фантаст і журналіст.
Народився 19 травня 1965 року в Кракові. Вивчав філософію й право у Варшавському університеті. Мешкає у Варшаві.
З початку 1990-х працює журналістом у низці газет, на радіо, телебаченні та в інтернеті. Створив і очолив багатотиражний часопис «Fantasy». Крім того, працює заступником головного редактора журналу «GameRanking», котрий спеціалізується на комп'ютерних іграх. Як письменник видав дев'ять власних книжок.
Дебютував у серпні 1983 року оповіданням «Усі обличчя сатани» (Wszystkie twarze szatana), котре побачило світ на сторінках щомісячника «Fantastyka». Першою повістю автора є «Лабіринт» (1986).

### Серія про Мордімера
- Sługa Boży — 2003, Fabryka Słów
- Młot na czarownice — 2003
- Miecz aniołów — 2004
- Łowcy dusz — 2007

### Інше
- «Лабіринт» (Labirynt, 1987), український переклад: Всесвіт № 5-6, 2007
- (Imperium — smoki Haldoru, 1987)
- (Zaklęte miasto, 1989)
- Imperium — wyd. Białowieża, 1990
- Conan: Pani Śmierć
- Arivald z wybrzeża — wyd. Prószyński i S-ka, 2000
- Necrosis: Przebudzenie — в співавторстві з Дам'яном Кухарським (Damian Kucharski)
- Ani słowa prawdy — wyd. Runa, 2005
- Przenajświętsza Rzeczpospolita — 2006
- Rycerz kielichów — data wydania nieznana
- Świat jest pełen chętnych suk — збірка оповідань, липень 2006